# 町田市の中学校給食問題
町田市の中学校給食問題（まちだしのちゅうがっこうきゅうしょくもんだい）とは、東京都町田市で2018年12月に市民からの請願を機に提起された学校給食における問題。2021年1月、10年以上実施されている選択制の弁当型給食が、給食センター方式による全員給食に変わることが決まった。

## 背景

### 町田市立中学校における学校給食の状況
町田市の中学校では、弁当併用外注方式（給食を希望する生徒にのみ、外部委託業者が調理した給食を提供し、それ以外の生徒は家庭から弁当を持参する方式）による給食が実施されている。
かつては全生徒が弁当持参だったが、「中学校の生徒にも給食を実施してほしい」という保護者からの強い要望により、2004年に弁当併用外注方式による中学校給食実施計画が策定された。その後第9期町田市学校給食問題協議会にて決定し、2005年より実施されることとなった。
当初2005年9月より毎年4校ずつ、2009年度から全中学校で実施されるようになり、現在は全20校中19校が弁当併用外注方式である。しかし、相原町にある武蔵岡中学校のみ、2012年度より市内唯一の小中一貫校（小中一貫ゆくのき学園）となったため、大戸小学校とあわせて自校方式による給食が実施されている。
一方、小学校では1947年12月に町田小学校（現・町田市町田第一小学校）で週1回のみそ汁給食が開始され、1955年から徐々に完全給食に移行、1963年に鶴川地区に最初の共同調理所（1979年廃止）が設置され、その後は全小学校（2018年4月現在42校）で自校式による完全給食が実施されている。

### 委託業者について
弁当併用外注方式による実施開始当初、協同組合町田給食センターとエンゼルフーズ（相模原市）の2社に委託して始まった。これに伴い、協同組合町田給食センターでは、2005年8月に一日当たり12,000食を提供可能な新工場を竣工している。しかし、2018年9月より協同組合町田給食センターが撤退し、代わりに山路フードシステム（大和市）が参入した。

### 喫食率の低迷と2017年12月の請願
この中学校給食は、開始当初は喫食率（生徒数÷喫食数×100）が40%以上であったが、2016年度の平均喫食率は約15%、さらに2017年度は13.2% と低下の一途を辿った。ほとんどの生徒が家庭から弁当を持参するか、コンビニなどで購入するが、何も持ってこられない生徒もいた。そこで、弁当併用外注方式は給食のあり方として問題があると考えた市民が「町田市の中学校給食の実現をめざす会」を発足。2017年12月13日に町田市議会文教社会常任委員会にて「小学校と同じような中学校全員給食の実施を求める」請願署名を4,748筆提出したが、継続審議となり、2018年2月に市議会議員選挙が行われたことから廃案となった。

### 喫食率低迷の原因について
2017年7月に、弁当併用外注方式の市内中学校全19校の生徒・保護者を対象にした中学校給食に関するアンケートが実施された。その結果は、「利用者の保護者は献立内容・栄養バランスについては満足している結果となったが、生徒は献立内容・味付けに不満を持っている結果となり、生徒と保護者で大きな差があることがわかった。保護者や教職員に質問した申し込みの利便性に関しては、利用者・非利用者ともに申し込み方法や期限について「『どちらかといえば不満』『不満』と回答している項目が多く、不便を感じている」 というものであった。
これを踏まえて市議会等では利便性の向上について検討がなされ、2018年9月からは、従来の1カ月単位ではなく1日単位で、またPCやスマートフォンでも注文できるインターネット予約システムが導入された。利用登録率は37％であるものの2018年9月・10月の平均喫食率は約10％と、結果的に低下している。

## 問題の経緯

### 23,179筆を集めた署名活動と2018年12月の請願
2018年5月より「町田市の中学校給食の実現をめざす会」が、2017年と同様の内容で再度署名活動を開始。同12月12日町田市議会文教社会常任委員会に23,179筆の請願署名を提出し、女性2名（小学生保護者）が意見陳述を行うとともに2時間に及ぶ議員からの質疑に応えたが、不採択となった。この経緯が同年12月15日にねとらぼの記事 として公開されると、反対議員の「全員給食は、自分のようなお弁当を作りたい母の気持ちを否定するもの」「学校給食で子どもの栄養を補うなどと、親なのにそんなに手抜きをしているのか」といった趣旨の発言に対する批判が、Twitterやブログなどで相次いだ。
また、同年12月16日にはTBS系列のテレビ番組『噂の!東京マガジン』でも、保護者と行政が対立しているとして町田市の中学校給食問題が取り上げられている。
その後、同12月21日の本会議にて議長を除く35人の市議会議員全員での審議が行われた。結果は賛成6名、反対28名、棄権1名で不採択 となり、その様子は当日夜のTOKYO MX Newsにて報じられた。

### 請願審議時の議論
「町田市の中学校給食の実現をめざす会」「では、署名活動中に給食利用経験者、中学生、中学生保護者などから得た意見をもとに、問題点として
1. 冷たい（10℃以下で運ばれてくるため）
2. おいしくない
3. クラスで数名しか注文していないために利用しづらい
4. 運んでから食べるために時間がかかり、食べる時間がかかる
5. 給食利用者が運び終わるまで、クラス全員を待たせてしまう

などを挙げており、小学校と同様の形態（自校またはセンター方式や親子方式での、食缶による配膳）の全員給食に切り替えることで解決すると主張した。
1.については、温めることで改善する方式を検討する議員もいた。
2.について、「町田市の中学校給食の実現をめざす会」側は、署名活動中の中学生の声が「小学校時代はおいしかった、小学校のような給食ならいい」という声がほとんどであったことを根拠として、小学校の給食と比較してランチボックス給食の品質が劣ることを主張。しかし請願者に中学生以上の子どもがおらず試食の機会がなかったことから、議員からは「食べていないのにおいしくないと言い切るのはおかしいのではないか」という批判を受けて水掛け論となった。
一方、町田市側は、3.については把握していると保健給食課が回答したものの、一貫して「今の選択式がニーズに合っている」「アンケートでもほとんどの保護者が今の方式がよいと答えている」と回答した。

### 2019年3月の現行給食制度の運用改善に関する請願
翌2019年3月12日の町田市議会文教社会常任委員会にて、町田市内在住の男性（中学生保護者）による「中学校給食運用改善に関する請願」が提出され、意見陳述が行われた。
これは、現在行われている選択制のデリバリー給食に関して「全員給食の試行運用と、その後のアンケート実施」「入学説明会等での説明を、積極的に給食を使うよう見直す」「給食費補助対象家庭について給食費事前支払い・補助費後払いでなく支払い自体を免除するよう見直す」「保温・再加熱等で温めて提供する」ことを求めるものであった。
同請願は全委員による請願者あるいは担当課への質疑ののち、保守の会の大西宣也議員を除く全員の賛成により「採択すべきもの」とされ、同28日の本会議でも、大西宣也議員を除く全員の賛成をもって採択された。
同請願の採択に関し「町田市の中学校給食の実現をめざす会」では、「中学校給食の改善に向けて、一歩踏み出したという点ではとても重要な決定であり、請願者の方と委員の方々に感謝している」としたうえで「私たちの最終目標はあくまで小学校同様の全員給食。デリバリー給食を全員で食べることをめざすのは、私たちの方向性とは異なる」という見解を示した。

### 2019年6月の町田市教育委員会の請願
さらに、2019年6月3日の町田市教育委員会（2019年度第3回定例会）に、前年12月の請願とは違う女性2名（小学生保護者）による「中学校給食の実施に関する請願」が提出され、意見陳述と審議が行われた。
この請願は「1.教育(食育)の実践のため、中学校での全員給食実施を検討して下さい。」「2.中学生の食物アレルギーに対応するため、デリバリー方式ではなく、自校/親子/センター方式による給食の実施を検討して下さい。」の2項目からなり、学校給食法・食育基本法・新学習指導要領・町田市の教育プラン2019-2023などを根拠に、デリバリー方式でない中学校全員給食実施を求めるものであった。なお、これは前年12月の「町田市の中学校給食の実現をめざす会」の請願と目的は同じだが、同会は今回の請願者について、あくまで「会の活動趣旨に賛同する保護者」であるとした。
行政担当者側および教育委員4名（森山委員は欠席）による意見は、「現在の中学校給食は法令等を遵守している」「補正予算により2学期に行われる予定の無料試食会を待つべき」「除去食対応を行っている小学校の自校式給食でも、すべてのアレルギー児に対応できているわけではない」「自校式・センター式などの実施には費用面・敷地面など問題がありすぎる」などで一致しており、不採択となった。

## 方針転換

### 2019年度の全員無料試食会実施
前述の「中学校給食運用改善に関する請願」の採択を受けて、2019年9月から2020年1月までの期間で、弁当併用型外注方式での中学校給食が提供されている19校で、順次「無料試食会」が実施された。各校で学年ごとなどで各1週間ずつ、全員で給食を食べてアンケートに回答するというものだった。試食会参加率は78.4％で、アンケート結果では、生徒保護者とともに「温かい給食が食べられること」「量が調整できること」への要望が多いことがわかった。また、生徒は「献立のリクエストを取り、生徒の希望を献立に取り入れること」、保護者は「給食時間を長くすること」についての要望が多いことがわかった。
これらを踏まえ、2020年度の利用促進の取り組みとして、「中学校の給食予約システムに利用登録のある新1年生に5食分を無料提供」「カラー献立表の配布」などが行われることになった。

### 2020年の分散登校による問題
2020年3月から5月にかけて、町田市内の公立小中学校では、新型コロナウイルス感染症の影響でほとんどの日が休校となり、前述の無料試食会や利用促進の取り組みの効果が見えなかった。また、同年6月には2週間の分散登校（各クラスで児童生徒の半分ずつを午前・午後に分けて登校させる）が実施され、校内調理の小学校給食では給食を提供できたものの、民間委託の中学校給食では配達時間をずらすことが難しいなどの理由で提供できなかった。
そこで、2020年6月に行われた町田市議会定例会本会議において教育長から、「この機会に課題改善に向けた他の手段についても研究を進めていく必要がある」との答弁があった。
さらに、次の9月の同本会議において、前述の無料試食会や利用促進の取り組みを経ても喫食率の上昇がみられないこと、非常時における食の提供が難しいことなどから、市長から「今後、新たな給食の提供方式についても検討を進めてまいりたい」との答弁があった。

### 2020年11月～12月の学校給食問題協議会での検討、答申
2020年11月18日に教育長から町田市学校給食問題協議会に「新たな中学校給食の提供方式について」諮問され、2021年1月18日までの計5回の会議で検討が行われた。その結果、1月20日に「『全員給食・食缶形式・市所有施設・給食センター方式』で進めていただきたい」との答申が提出され、2月6日の教育委員会定例会にて承認された。
その後、同年2月24日に公表された「令和3年度施政方針」にて、「成長期の中学生全員に安全・安心で、栄養バランスが整えられた『温かい給食』を提供するため、給食センター方式による全員給食を目指して、基本計画を策定いたします」と示され、「町田市中学校給食整備事業」が始まった。

### 2022年3月計画策定
2021年12月、「（仮称）町田市給食センター整備基本計画」の骨子となる内容をまとめた「中学校給食センター整備に関する基本的な考え方」が公表された。
翌2022年1月の意見募集を経て、同年3月に「まちだの中学校給食センター計画～おいしく食べて地域みんなで健康に！～」が策定された。同計画によって、町田市には3か所の給食センターが整備されることとなった。鶴川エリアは「金井スポーツ広場の一部」に建設され、2024年度2学期から提供開始、町田忠生小山エリアは「旧忠生第六小学校跡地」に建設され、2025年度1学期から提供開始、南エリアは「東光寺公園調整池上部」に建設され、2025年度2学期から提供開始をそれぞれ予定するとした。このうち鶴川エリアについては、10年の期間限定のリース方式で実施される。また、3つの給食センター以外に、堺中学校については「ゆくのき学園給食室」から2024年2学期から配送開始する予定とした。
また、一部の中学校には、バリアフリー化工事により設置されるエレベーターを配膳に利用し、エレベーターが設置されない学校では各階に配膳室を設けるなどして、配膳スタッフが教室階まで届ける予定とした。

### 2022年8月事業者選定
中学校給食事業の委託事業者募集のため、2022年7月1日に「（仮称）町田市中学校給食センター整備・運営事業　実施方針」および「要求水準書（案）」が公開され、事業者への説明会が実施された。8月1日には募集要項が公開された。